# (89818) Jureskvarč
(89818) Jureskvarč ist ein Asteroid des Hauptgürtels, der am 2. Januar 2002 von Astronomen der Asiago-DLR Asteroid Survey am Osservatorio Astronomico di Asiago Cima Ekar (IAU-Code 098), einer Außenstelle des Osservatorio Astrofisico di Asiago auf der Hochebene von Asiago in Italien entdeckt wurde.
Der Asteroid wurde am 6. Januar 2007 nach dem slowenischen Amateurastronomen Jure Skvarč (* 1964) benannt.